# Condado de Jefferson (Tennessee)
El condado de Jefferson (en inglés: Jefferson County, Tennessee), fundado en 1792, es uno de los 95 condados del estado estadounidense de Tennessee. En el año 2000 tenía una población de 44.294 habitantes con una densidad poblacional de 62 personas por km². La sede del condado es Dandridge.

## Geografía
Según la Oficina del Censo, el condado tiene un área total de 814 km² (314,3 mi²), de la cual 709 km² (273,7 mi²) es tierra y 105 km² (40,5 mi²) es agua.

### Condados adyacentes
- Condado de Hamblen noreste
- Condado de Cocke sureste
- Condado de Sevier sur
- Condado de Knox oeste
- Condado de Grainger norte

## Demografía
En el 2000 la renta per cápita promedia del condado era de $32,824, y el ingreso promedio para una familia era de $38,537. El ingreso per cápita para el condado era de $16,841. En 2000 los hombres tenían un ingreso per cápita de $29,123 contra $20,269 para las mujeres. Alrededor del 13.40% de la población estaba bajo el umbral de pobreza nacional.

## Lugares

### Ciudades y pueblos
- Baneberry
- Dandridge
- Jefferson City
- New Market
- White Pine

### Comunidades no incorporadas
- Chestnut Hill
- Piedmont
- Strawberry Plains
- Talbott